# Bandiera della Guyana
La bandiera della Guyana è stata adottata nel 1966 a seguito dell'indipendenza del Paese. Venne disegnata dallo statunitense Whitney Smith, eminente vessillologo.
La bandiera è composta da un triangolo equilatero rosso con bordo nero, posto sul lato del pennone, che è sovrapposto ad un triangolo isoscele giallo con bordo bianco, il cui vertice tocca il lato al vento della bandiera. 
Il verde simboleggia i campi e le foreste che ricoprono la Guyana, il bianco i numerosi fiumi, il giallo il futuro dorato che i suoi cittadini devono crearsi grazie alle risorse minerarie, il rosso lo zelo e il sacrificio nella costruzione della nazione e il nero la perseveranza.
La bandiera è soprannominata The Golden Arrowhead ("La punta di freccia dorata").

## Galleria d'immagini

### Bandiere storiche

Bandiera della Guyana britannica (1875-1906)
Bandiera della Guyana britannica (1906-1919)
Bandiera della Guyana britannica (1919-1955)
Bandiera della Guyana britannica (1955-1966)

### Bandiere dei Governatori

Bandiera del Governatore della Guyana britannica (1875-1906)
Bandiera del Governatore della Guyana britannica (1906-1955)
Bandiera del Governatore della Guyana britannica (1955-1966)

### Stendardi presidenziali

Stendardo presidenziale adottato dal 1970 al 1980 durante la presidenza di Arthur Chung
Stendardo presidenziale adottato dal 1980 al 1985 durante la presidenza di Forbes Burnham
Stendardo presidenziale adottato dal 1985 al 1992 durante la presidenza di Hugh Desmond Hoyte
Stendardo presidenziale adottato dal 1992 al 1997 durante la presidenza di Cheddi Jagan
Stendardo presidenziale adottato dal al 1997 al 1999 durante la presidenza di Janet Jagan
Stendardo presidenziale adottato dal 2015 al 2020 durante la presidenza di David Arthur Granger
Stendardo presidenziale adottato dal 2020 durante la presidenza di Irfaan Ali